# フレディ・フェンダー
フレディ・フェンダー（Freddy Fender、1937年6月4日 - 2006年10月14日）は、アメリカ合衆国のテハノミュージック歌手である。ソロ歌手としての活動の他、ロス・スーパー・セヴン、テキサス・トルネードスでの活動でも知られる。テハノミュージック、カントリー、ロック、スワンプ・ポップを融合させたサウンドが特徴である。
1950年代より活動を始め、テハノの観客向けにスペイン語でロックンロールを歌った。1975年の「涙のしずく（Before The Next Teardrop  Falls）」がビルボードのポップ、カントリー・チャートに食い込むヒットとなり、フェンダーはメインストリームの成功を手にした。更に「Wasted Days and Wasted Nights」、「Secret Love」、「You'll Lose A Good Thing」、「Living It Down」、「The Rain Came」などがカントリー・ヒットとなった。

## 来歴

### キャリア初期
フェンダーは、1937年6月4日にテキサス州最南端の町、サンベニートに生まれた。出生名はボールデマー・ガルサ・ウエルタ、母親はマルガリータ・ガルサ、父親はメキシコ人のセラピオ・ウエルタであった。彼は10歳のときテキサス州ハーリンゲンのラジオ局KGBTに出演し、当時のヒット曲「Paloma Querida」を歌い、ラジオ・デビューをした。
1953年、フェンダーは16歳で高校を中退、17歳になるとアメリカ海兵隊に入隊して3年間を過ごした。彼は飲酒が原因で、何度か軍の刑務所で過ごした。1956年8月に軍法会議にかけられ、二等兵（E-1）の階級で除隊となった。フェンダーによると、アルコール依存症を理由に受けた不名誉除隊は適切ではなかったと後になって海軍省から連絡を受け、一般除隊切り替えられたという。彼はテキサスに戻り、南部各地のナイトクラブ、バー、安酒場で主にラテン系の観客を相手に演奏活動を行なった。1957年、当時は「エル・ビーバップ・キッド」の名で知られていた彼は、2曲をリリースし、メキシコと南米でまずまずの成功を収めている。その2曲はエルヴィス・プレスリーの「冷たくしないで」のスペイン語版「No Seas Cruel」と、ハリー・ベラフォンテの「Jamaica Farewell」であった。彼はまたハンク・ウィリアムズの「Cold, Cold Heart」のスペイン語版「Tu Frío Corazón」（"あなたの冷たい心"の意）もレコーディングしている。
彼は「エディ・コン・ロス・シェイズ」名義でロカビリーを歌って知られるようになった。1958年、彼は名前をボールデマー・ウエルタから、フレディ・フェンダーに法的に変更した。彼は、ギターとアンプのメーカーのフェンダーから姓を取った。これは響きがよかったのと、英語圏ではこの方が売れると考えたからだった。その後、彼はカリフォルニア州に移住した。

### 最初の成功
1959年、フェンダーはブルースのバラード「Wasted Days and Wasted Nights」をレコーディングした。自作のこの曲はヒットとなったが、彼と彼のバンド・メンバーが1960年5月にバトンルージュにて大麻所持の容疑で逮捕され、法的な問題に直面した。ルイジアナ州刑務所に3年から服役した後、彼と同じくソングライター/ミュージシャンだった、ルイジアナ州知事のジミー・デイヴィスの力添えがあり、彼は釈放された。デイヴィスは釈放の条件として、保釈期間中は音楽活動をしないことを要請した。しかし1990年のテリー・グロスのNPRの「Fresh Air」におけるフェンダーのインタビュー（2006年10月17日再放送）によると、保釈条件はアルコールを出す店には近づかないようにというものだったという。
1960年代末にフェンダーはコーパスクリスティに戻り、機械工として働ながら地元のデルマー・カレッジに通いつつ、週末のみ音楽活動を行なうようになった

### チャートで一位に

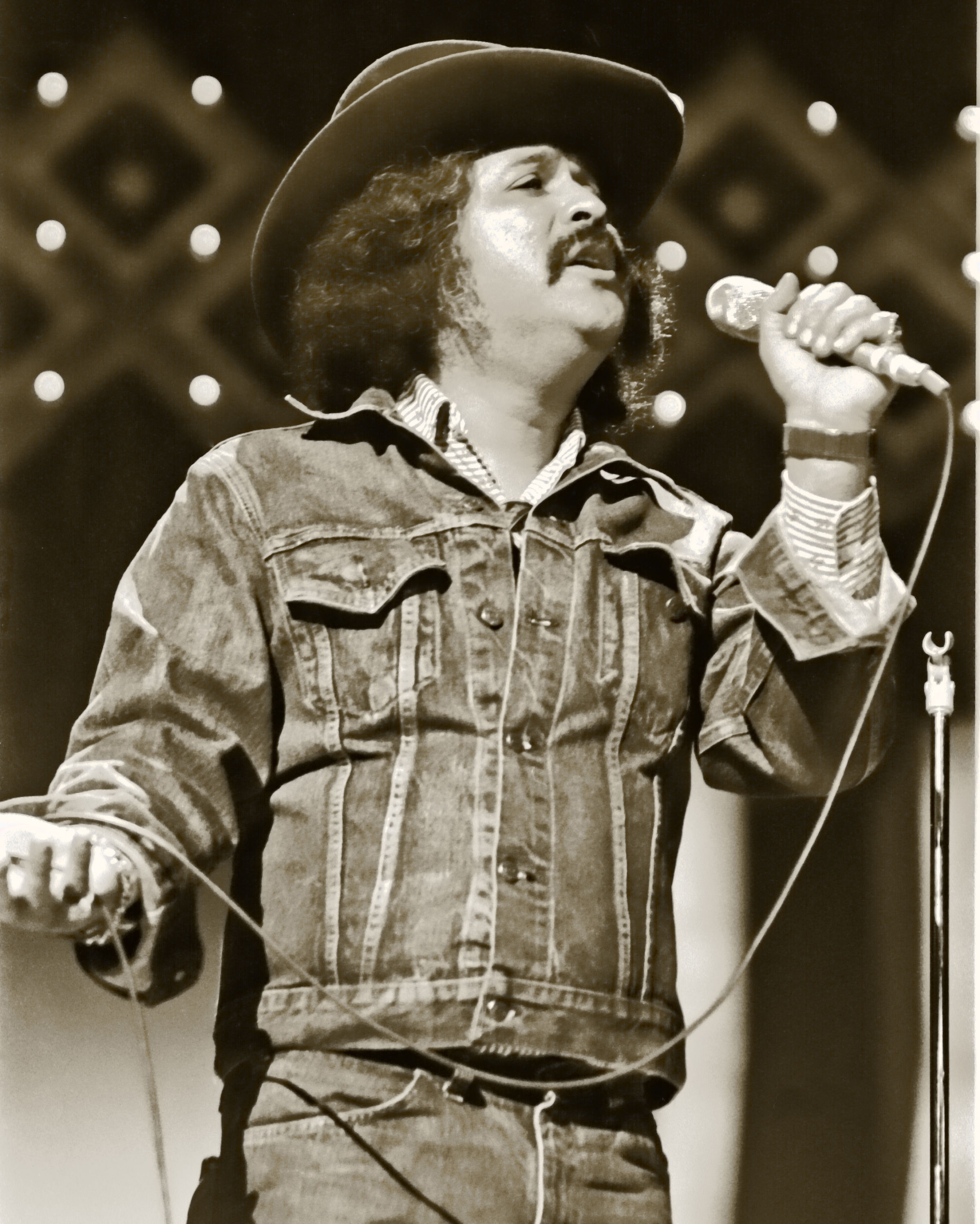
フェンダーのパフォーマンス（1977年）

1974年、フェンダーは「涙のしずく」のレコーディングを行なった。このシングルは全米に配給され、ビルボードのカントリーとポップのチャートで一位のヒットとなった。シングルは100万枚以上を売り上げ、1975年5月、RIAAによってゴールドディスクを贈られた。続く彼の3枚のシングル「Secret Love」、「You'll Lose A Good Thing」、そしてリメイク版の「Wasted Days And Wasted Nights」はいずれもビルボードのカントリー・チャートで一位となった。1975年から1983年の間に、フェンダーは「Since I Met You Baby」、「Vaya Con Dios」、「Livin' It Down」、「The Rains Came」などを含む21曲をカントリー・チャートに送り込んでいる。「Wasted Days And Wasted Nights」はフェンダーにとって100万枚を売り上げた2枚目のシングルとなり、1975年9月にゴールドディスクが授与されている。
フェンダーはポップ・チャートでも成功を収めている。「涙のしずく」以外にも「Wasted Days And Wasted Nights」はトップ10に、「Secret Love」はトップ20入りをしている。「Since I Met You Baby」、「You'll Lose A Good Thing」（バーバラ・リンのカバー、最後のトップ40ヒット）、「Vaya Con Dios」、「Livin' It Down」（最後のトップ100ヒット）はいずれもポップ・チャートでまずまずの成績を収めている。
1975年、娯楽および音楽運営協会（Amusement & Music Operators Association-AMOA）のジュークボックス・アワードにおいて、フェンダーは「年間アーティスト賞」と米国内のジュークボックスにおいて最も収益を上げた楽曲を対象とした「年間レコード賞」を授与された。

### スワンプ・ポップの影響
フェンダーは、スワンプ・ポップのスタンダード曲を取り上げた1978年のアルバム『Swamp Gold』からも明らかな通り、ルイジアナ南部とテキサス州南東のスワンプ・ポップ・サウンドに強い影響を受けている。彼のヒット曲の一つ「Wasted Days And Wasted Nights」は典型的なスワンプ・ポップ的なアレンジが施されている。フェンダーはジョー・バリーやロッド・バーナードといったスワンプ・ポップのミュージシャンと交流し、スワンプ・ポップを専門とするケイジャンのヒューイ・P・モーのレーベルから多くのレコードをリリースした。音楽ライターのジョン・ブローヴェンは「フレディはテキサス出身のチカーノでカントリー・アーティストとして売り出されていたが、形成期の多くをルイジアナ南部で過ごした。フェンダーの音楽はルイジアナのスワンプのスピリットを持って生まれたものだった」と述べている。

### 後年

#### テキサス・トルネードス
1989年、フェンダーはテックスメックスのミュージシャン、ダグ・サーム、フラコ・ヒメネス、オーギー・マイヤーズと組み、テキサス・トルネードスを結成した。彼らはコンフント、テハノ、R&B、カントリー、ブルースを融合させたサウンドを広く知らしめた。テキサス・トルネードスがワーナーブラザース・レコードにオーディションに出向いた際、フェンダーはこのグループに足りなさを感じたため、自身のバンドを同行させた。彼はカントリー・ミュージックをプレイしたが、同社の幹部が求めていたものとは違ったため、オーディションは終了となりそうな局面となった。彼らは昔のロックやブルースの曲を求めており、彼らからそのような曲をやるように説得され、その後レコード契約を結ぶことになった。ソロ活動でやって来たフェンダーは、グループの一員として契約することが良いことなのか確信が持てなかったが、彼によれば「ただメジャーレーベルでレコーディングしたかった」という。
グループは4枚のアルバムをリリースし、1990年には「Soy De San Luis」でグラミー賞最優秀メキシカン・アメリカン・パフォーマンス賞を受賞した。フェンダーはグループについてこう説明した。「ニュー・キッズ・オン・ザ・ブロックって聞いたことある？ まあ、俺たちは「オールド・ガイズ・イン・ザ・ストリート（ストリートのオヤジたち）さ」。サームが亡くなると、トルネードスは活動を殆どしなくなった。1990年にテレビ番組『オースティン・シティ・リミッツ』にライヴ出演した映像は、グループが制作した3つのライヴ映像のうちの1つで、2005年に『Live From Austin, Texas』シリーズの一部としてリリースされた。

#### ロス・スーパー・セブン
1990年代後半、フェンダーはもう一つのスーパーグループ、ロス・スーパー・セブンに参加した。このグループの他のメンバーは、ロス・ロボスのデイヴィッド・イダルゴとセサル・ロサス、フラコ・ヒメネス、ルーベン・ラモス、ジョー・イーライ、そしてカントリー歌手のリック・トレヴィーノといった面々であった。彼らはグループ名を冠したアルバムで、1998年のグラミー賞のメキシカン/アメリカン・パフォーマンス賞を受賞した。

#### 後年の作品
2001年、フェンダーは最後のスタジオ・レコーディング作となるメキシカン・ボレロの古典を収録した『La Música de Baldemar Huerta』を制作し、3度目のグラミー賞（最優秀ラテンポップまたはアーバンアルバム賞）を受賞した。2004年に非営利団体のテキサス・フォークライフとオースティンへのトリビュート・アルバム『Fifty Years of Freddy Fender』でフェンダーと共演したジョー・レイエスは、このアルバムについて次のように語っている。「彼は完璧主義者なので、彼がキャリアのこの時点でメキシコのスタンダード曲を演奏したら、良い出来になるだろうとは考えていました。しかし、このアルバムは非常に美しくレコーディングされており、彼の声は完璧です。彼のルーツに戻った作品になったことを誇らくしく思いました。」

## 死とレガシー
2001年3月13日、フェンダーはビルボードによって誤って死去したと伝えられた。彼は同誌のこの誤りを一笑に付した。彼は2002年、娘がドナーとなり腎移植手術を受け、2004年には肝臓移植も受けた。しかしながら彼の健康状態は悪化の一途を辿った。彼は、肺に腫瘍ができる治癒不能な癌に苦しめられていた。
2005年6月5日、フェンダーはサンベニートで140万ドルかけて建設された給水塔の落成式に出席した。塔にはフェンダーの肖像と「フレディ・フェンダーの故郷サンベニート」という文字が刻まれており、サンベニートを通るテキサス州の国道83号線を東へ走ると見ることができる。2005年12月31日、フェンダーは最後のコンサートを行ない、化学療法を継続した。
彼は2006年10月14日、肺癌のためコーパスクリスティの自宅にて、家族がベッド脇で見守る中死去した。69歳だった。彼は故郷のサンべニートに埋葬された
彼は2004年のAPとのインタビューで、カントリー・ミュージックの殿堂に入る最初のメキシコ系アメリカ人になりたいと語っていた。
2007年11月17日、フレディ・フェンダー・ミュージアムとコンフント・ミュージック・ミュージアムがサンベニートに開館した。これら施設は、サンベニート歴史ミュージアムと同じ建物にある。彼の家族はフレディ・フェンダー奨学金基金を運営し、フェンダーが支援していた慈善活動に寄付を行っている。

## 映画出演
1988年、フェンダーはロバート・レッドフォードが監督を務めた『ミラグロ/奇跡の地』で小さな町の町長の役を演じた。1977年にロバート・M・ヤング監督がミゲル・ピネロの戯曲を映画化した刑務所映画『ショート・アイズ』で、彼はトニー役を演じた。また、1979年の『シー・ケイム・トゥ・ザ・ヴァレー』(後に『テキサス・イン・フレイムズ』として公開)ではパンチョ・ビリャ役を演じた。この映画はアルバート・バンド監督で、クレオ・ドーソンの小説を原作としている。フェンダーはテレビシリーズ『デュークス・オヴ・ハザード』のエピソードに本人役で出演した。

## ディスコグラフィー

### アルバム
| 年   | アルバム名                                 | 最高位          | 最高位      | 最高位         | 最高位 | 認定          | 認定            |
| 年   | アルバム名                                 | 米国 カントリー | 米国 ポップ | オーストラリア | カナダ | 米国 （RIAA） | カナダ （CRIA） |
| ---- | ------------------------------------------ | --------------- | ----------- | -------------- | ------ | ------------- | --------------- |
| 1974 | 『Before the Next Teardrop Falls』         | 1               | 20          | 42             | 10     | ゴールド      | ゴールド        |
| 1975 | 『Recorded Inside Louisiana State Prison』 | —               | —           | —              | —      | —             | —               |
| 1975 | 『Are You Ready for Freddy?』              | 1               | 41          | 97             | 34     | —             | —               |
| 1975 | 『Since I Met You Baby』                   | 10              | 203         | —              | —      | —             | —               |
| 1976 | 『Rock 'n' Country』                       | 3               | 59          | 98             | —      | —             | —               |
| 1976 | 『Your Cheatin' Heart』                    | —               | —           | —              | —      | —             | —               |
| 1976 | 『If You're Ever in Texas』                | 4               | 170         | —              | —      | —             | —               |
| 1977 | 『The Best of Freddy Fender』              | 4               | 155         | —              | —      | —             | —               |
| 1977 | 『If You Don't Love Me』                   | 34              | —           | —              | —      | —             | —               |
| 1977 | 『Merry Christmas / Feliz Navidad』        | —               | —           | —              | —      | —             | —               |
| 1978 | 『Swamp Gold』                             | 44              | —           | —              | —      | —             | —               |
| 1978 | His Greatest Recordings                    | —               | —           | —              | —      | —             | —               |
| 1979 | 『Tex-Mex』A                               | —               | —           | —              | —      | —             | —               |
| 1979 | 『The Texas Balladeer』                    | —               | —           | —              | —      | —             | —               |
| 1980 | 『Together We Drifted Apart』              | —               | —           | —              | —      | —             | —               |
| 1982 | 『The Border Soundtrack』                  | —               | —           | —              | —      | —             | —               |
| 1991 | 『The Freddy Fender Collection』           | —               | —           | —              | —      | —             | —               |
| 1991 | 『Favorite Ballads』                       | —               | —           | —              | —      | —             | —               |
| 2001 | 『Forever Gold』                           | 70              | —           | —              | —      | —             | —               |
| 2002 | 『La Música De Baldemar Huerta』           | —               | —           | —              | —      | —             | —               |

- A『Tex Mex』はカナダのRPM誌のカントリー・アルバム・チャートで６位を記録している[15]。

### シングル
| 年                                      | シングル名                                                   | 最高位         | 最高位      | 最高位 | 最高位             | 最高位           | 最高位   | 最高位           | 最高位         | 認定 (売上数)    | アルバム                       |
| 年                                      | シングル名                                                   | 米国カントリー | 米国 ポップ | 米国AC | カナダ・カントリー | カナダ・シングル | カナダAC | ニュージーランド | オーストラリア | 認定 (売上数)    | アルバム                       |
| --------------------------------------- | ------------------------------------------------------------ | -------------- | ----------- | ------ | ------------------ | ---------------- | -------- | ---------------- | -------------- | ---------------- | ------------------------------ |
| 1960                                    | 「Holy One」                                                 | —              | 107         | —      | —                  | —                | —        | —                | —              |                  | N/A                            |
| 1975                                    | 「Before the Next Teardrop Falls」                           | 1              | 1           | 19     | 1                  | 6                | 18       | 2                | 1              | - 米国：ゴールド | Before the Next Teardrop Falls |
| 1975                                    | 「Wasted Days And Wasted Nights」                            | 1              | 8           | 9      | 2                  | 6                | 14       | 1                | 9              | - 米国：ゴールド | Before the Next Teardrop Falls |
| 1975                                    | 「Since I Met You Baby」                                     | 10             | 45          | —      | —                  | 52               | —        | —                | —              |                  | 「Since I Met You Baby」       |
| 1975                                    | 「Secret Love」                                              | 1              | 20          | 10     | 1                  | 38               | 7        | 10               | 33             |                  | 「Are You Ready for Freddy?」  |
| 1976                                    | 「The Wild Side of Life」                                    | 13             | —           | —      | —                  | —                | —        | —                | —              |                  | 「Since I Met You Baby」       |
| 1976                                    | 「You'll Lose A Good Thing」                                 | 1              | 32          | 28     | —                  | —                | —        | 24               | —              |                  | 「Rock 'N' Country」           |
| 1976                                    | "Vaya Con Dios"                                              | 7              | 59          | 41     | 1                  | —                | 48       | —                | —              |                  | 「Rock 'N' Country」           |
| 1976                                    | 「Living It Down」                                           | 2              | 72          | —      | 1                  | —                | —        | —                | —              |                  | 「If You're Ever In Texas」    |
| 1977                                    | 「The Rains Came」                                           | 4              | —           | —      | 1                  | —                | —        | —                | —              |                  | 「Rock ’n’ Country」           |
| 1977                                    | 「If You Don't Love Me (Why Don't You Just Leave Me Alone)」 | 11             | —           | —      | 16                 | —                | —        | —                | —              |                  | 「If You Don't Love Me」       |
| 1977                                    | 「Think About Me」                                           | 18             | —           | —      | 10                 | —                | —        | —                | —              |                  | 「If You Don't Love Me」       |
| 1978                                    | 「If You're Looking for a Fool」                             | 34             | —           | —      | —                  | —                | —        | —                | —              |                  | 「If You Don't Love Me」       |
| 1978                                    | 「Talk to Me」                                               | 13             | 103         | —      | 10                 | —                | —        | —                | —              |                  | 「Swamp Gold」                 |
| 1978                                    | 「I'm Leaving It All Up To You」                             | 26             | —           | —      | 20                 | —                | —        | —                | —              |                  | 「Swamp Gold」                 |
| 1979                                    | 「Walking Piece of Heaven」                                  | 22             | —           | —      | 13                 | —                | —        | —                | —              |                  | 「Tex-Mex」                    |
| 1979                                    | 「Yours」                                                    | 22             | —           | —      | 23                 | —                | —        | —                | —              |                  | 「The Texas Balladeer」        |
| 1979                                    | 「Squeeze Box」                                              | 61             | —           | —      | —                  | —                | —        | —                | —              |                  | 「The Texas Balladeer」        |
| 1980                                    | 「My Special Prayer」                                        | 83             | —           | —      | —                  | —                | —        | —                | —              |                  | 「The Texas Balladeer」        |
| 1980                                    | 「Please Talk to My Heart」                                  | 82             | —           | —      | —                  | —                | —        | —                | —              |                  | 「Together We Drifted Apart」  |
| 1983                                    | 「Chokin' Kind」                                             | 87             | —           | —      | —                  | —                | —        | —                | —              |                  | N/A                            |
| "—" denotes releases that did not chart |                                                              |                |             |        |                    |                  |          |                  |                |                  |                                |

## 受賞歴

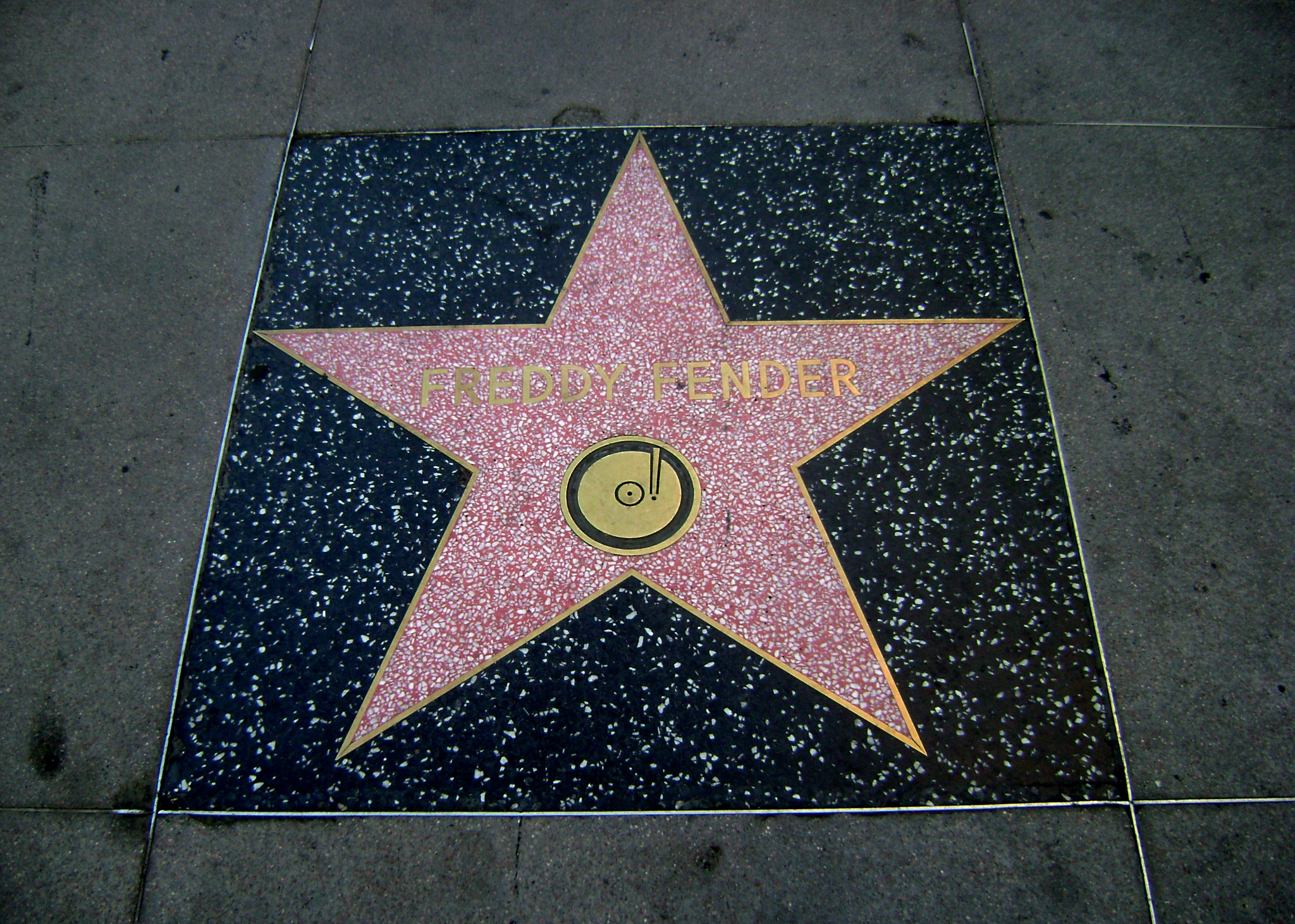
ハリウッド・ウォーク・オブ・フェームのフェンダーのスター

- 1975年 アカデミー・オヴ・カントリー・ミュージック (1975) — 最も将来を約束された男性歌手
- 1975年 カントリー・ミュージック協会 - 年間シングル賞（「涙のしずく」）
- 1975年、1976年、1997年 グラミー賞ノミネーション
- 1987年 テハノミュージック殿堂
- 1989年 米国大統領就任記念パーティー：ジョージ・H・W・ブッシュ
- 1990年 グラミー賞最優秀メキシコ/メキシコ系アメリカン・アルバム賞（テキサス・トルネードス）
- 1993年 米国大統領就任記念パーティー：ビル・クリントン
- 1993年 ヨーロッパ・ウォーク・オブ・フェーム（オランダ・ロッテルダム）
- 1994年 フレディ・フェンダー・レーン - 故郷のテキサス州サンベニートの通りに命名
- 1999年 ハリウッド・ウォーク・オブ・フェーム
- 1999年 テキサス音楽殿堂
- 1999年 ナッシュヴィル・サイドウォーク・オブ・スターズ
- 1999年 グラミー賞メキシカン/アメリカン・パフォーマンス賞（ロス・スーパー・セヴン）
- 2001年 ルイジアナ殿堂
- 2002年 グラミー賞最優秀ラテン・ポップ賞（『La Musica de Baldemar Huerta』）
- 恒例のフレディ・フェンダー人道賞
- 2009年 フレディ・フェンダー・ウォーター・タワー（テキサス州サンベニート）
- 2023年 テキサス歴史記念碑（テハノ、ロック、カントリー・ミュージックへの貢献を称えて設置）